# SN 2004fo
SN 2004fo – supernowa typu Ia odkryta 13 października 2004 roku w galaktyce A011328+0035. W momencie odkrycia miała maksymalną jasność 22,30m.